# Шеверёв, Геннадий Михайлович
Шеверёв Геннадий Михайлович (9.06.1950) — певец, заслуженный артист Российской Федерации, солист Тульской филармонии, basso cantante, ведущий мастер сцены. Работает в филармонии с 1980 года. Закончил вокальный факультет Харьковского Института Искусств им. И. П. Котляревского по специальности «Сольное пение»(класс профессора, народного артиста СССР Е. И. Червонюка).

## Биография
Родился 9 июня 1950 года в с. Котельниково, Обоянского района, Курской области.
За годы учебы сменил около десятка школ, переезжая с родителями из центра России то на Урал, то в Сибирь, то на Дальний Восток. И хотя его мечтой с детства было стать артистом, закончив в 1968 году среднюю школу в посёлке Строитель (ныне - город Строитель) Белгородской области - Геннадий поступает на исторический факультет Харьковского университета им. В.Н. Каразина (вечернее отд.) Учёбу он совмещает с работой грузчиком на заводе им. Малышева, потом бетонщиком на ЖБК-2. Попутно занимается вокалом в вокальной студии Харьковского университета, где в ту пору преподавали педагоги из местной консерватории, незадолго перед этим переименованной в Институт Искусств им. И.П.Котляревского. Именно эти педагоги – доценты И.Г.Азбель и И.И. Козловская - посоветовали юному студенту заняться пением профессионально. Это совпадало с желанием самого Г. Шеверёва, но вскоре его планово призывают в армию, и с 1970 по 1972 гг. он служит в рядах вооруженных сил - последние полтора года, между прочим, служит на военном аэродроме в Тульской области(г. Ефремов) - не подозревая, конечно, о том, что через несколько лет Тульская область станет для него постоянным местом проживания  и где ему будет суждено долго и плодотворно трудиться. В армии сержант Шеверёв поступает в заочную школу военкоров, становится постоянным автором в газете Московского округа ПВО «На боевом посту», что наводит его на мысль пойти в журналистику. Одно время он даже намеревался поступать в Московский университет. Однако любовь к пению пересилила. После демобилизации Г.Шеверёв, поняв, что желание стать археологом в нём угасло, поступает в Харьковский Институт Искусств на подготовительное отделение вокального факультета. Параллельно он работает в оперном театре им. Лысенко статистом. Постепенно ему стали поручать исполнение крошечных, второстепенных партий, и, казалось, его творческий путь уже определился...
Но судьба делает очередной поворот…На момент окончания института Г.Шеверёву уже 30 лет, он женат, и положение стажёра в оперном театре при довольно низкой зарплате и в отсутствии перспектив на получение жилья – его не устраивает.
В 1980 году после окончания консерватории он вместе с женой, тоже певицей, Т.Г.Шеверёвой приезжает на работу в Тульскую областную филармонию. Филармония, которую  возглавлял  известный организатор концертного дела в России, народный артист РСФСР И.А.Михайловский - процветала и считалась одной из лучших в СССР. Сразу же Г.Шеверёв активно включился в концертную деятельность музыкально-лекторийного отдела, принимая участие в различных программах, посвященных официальным праздничным и юбилейным датам, творчеству русских и зарубежных композиторов, выезжая с концертами в города и сёла Тульской области, работая в школах, домах культуры и профилакториях. В 1985 г. он с делегацией области выезжает в Польшу, в город-побратим Тулы – Валбжих. Это была первая  поездка за границу, придавшая новый импульс творчеству певца. Вскоре он повышает свою квалификацию, получает право единолично выступать с концертным отделением, что в то время являлось несомненным творческим достижением, в особенности для провинциальной концертной организации.
Расцвет его творческой деятельности падает на 90-е годы. Именно в эти годы он четыре раза побывал за границей: два раза в 93 г.(Германия и Штаты), в 97 г.(Германия) и 98 г.(Болгария). Три раза в эти годы пел в Москве, в музее Ф.И.Шаляпина. Ездил петь в квартиру  Ф.И. Шаляпина в Петербурге. Спел в 1994 году первый в своей жизни сольный концерт (31 произведение). В эти же годы получил звание заслуженного артиста.
Г.М.Шеверёв  пробует себя также в роли литературного чтеца и лектора-музыковеда. Им подготовлено несколько программ для школьников и молодежной аудитории: «Между добром и злом», «Дуэльные истории», «Война и мир в душе Толстого», «Сияние Серебряного века», «Конёк-Горбунок» и др.
Регулярно печатает свои рассказы, очерки и эссе в литературном альманахе ТУЛА, а также в сборнике воспоминаний «МЫ ПОМНИМ!».